# Johann Baptist Emil Rusch
Johann Baptist Emil Rusch (1844 - 27 januari 1890), was een Zwitsers politicus.
Johann Baptist Emil Rusch was een conservatief-liberaal politicus uit het kanton Appenzell Innerrhoden. Hij was lid van de Standeskommission (dat wil zeggen regering) van het kanton Appenzell Innerrhoden. Samen met Johann Baptist Rechsteiner was hij verantwoordelijk voor de aanname van liberale grondwet van Appenzell Innerrhoden. Tussen 1875 en 1890 was hij meerdere malen Pannerherr (plaatsvervangend regeringsleider) Regierend Landammann (dat wil zeggen regeringsleider).
Johann Baptist Emil Rusch overleed op 27 januari 1890.

## Landammann
- 25 april 1875 - 27 april 1879 — Pannerherr
- 29 april 1877 - 27 april 1879 — Landammann
- 27 april 1879 - 17 november 1879 — Pannerherr
- 17 november 1879 - 30 april 1882 — Landammann
- 30 april 1882 - 27 april 1884 — Pannerherr
- 27 april 1884 - 2 mei 1886 — Landammann
- 24 april 1887 - 28 april 1889 — Pannerherr
- 28 april 1889 - 27 januari 1890 (†) — Landammann